# جورج روب
جورج روب (بالإنجليزية: George Robb)‏ (1 يونيو 1926 بلندن في المملكة المتحدة - 25 ديسمبر 2011 بلندن في المملكة المتحدة) هو لاعب كرة قدم بريطاني (وحمل سابقاً جنسية المملكة المتحدة لبريطانيا العظمى وأيرلندا) في مركز جناح ‏، شارك في الألعاب الأولمبية الصيفية 1952. وشارك مع منتخب إنجلترا لكرة القدم. أما مع النوادي، فقد لعب مع توتنهام هوتسبير ووينجيت آند فينشلي.

## وصلات خارجية
- جورج روب على موقع قاعدة بيانات كرة القدم.إي يو (الإنجليزية)
- جورج روب على موقع ناشيونال فوتبول تيمز (الإنجليزية)
- جورج روب على موقع أوليمبيديا (الإنجليزية)
- جورج روب على موقع اللجنة الأولمبية البريطانية (الإنجليزية)